# Le Jeu de Robin et Marion

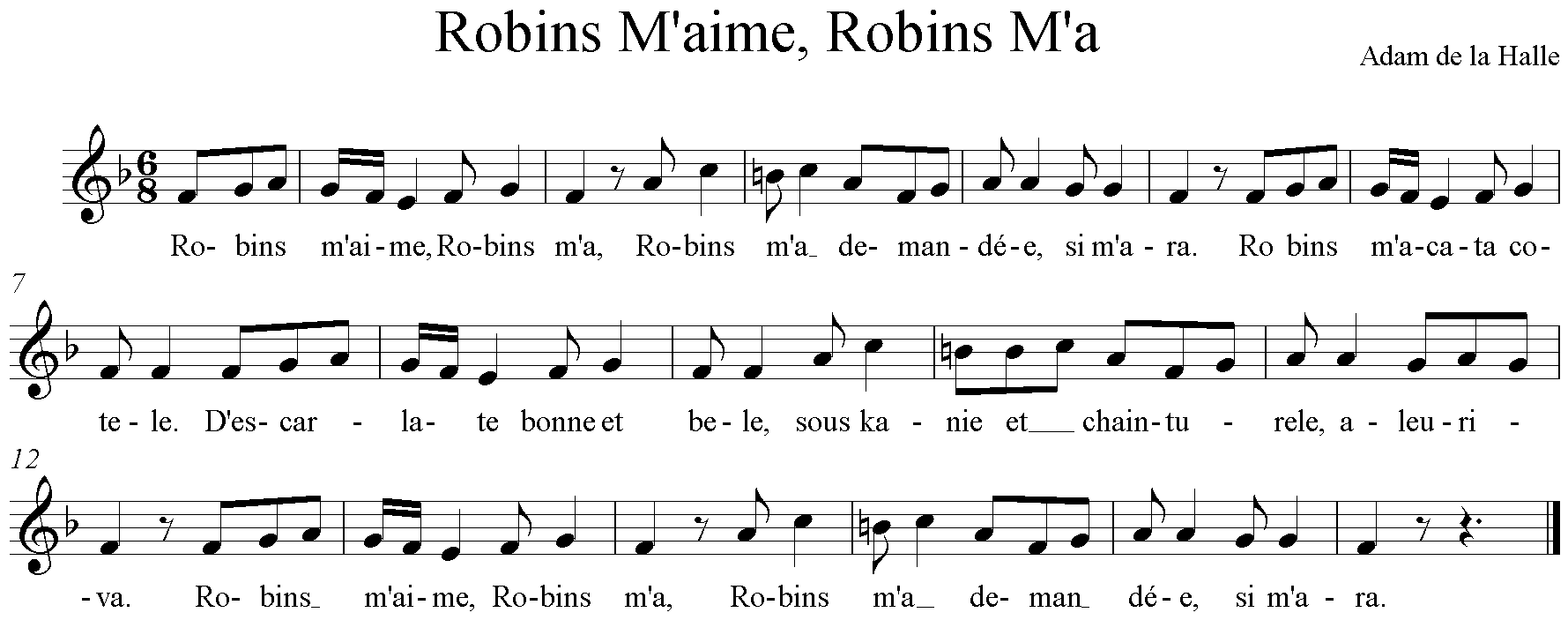
Rondeau du Jeu de Robin et Marion.

Le Jeu de Robin et Marion est une pièce de théâtre entrecoupée de chansons écrites par le trouvère arrageois Adam de la Halle dans les années 1270 ou 1280. Il s'agit de l'une des onze pièces dramatiques du XIIIe siècle occidental qui nous soient parvenues.
Elle aurait été écrite par Adam de la Halle en Sicile, entre 1282 et 1284, donc après  Le Jeu de la feuillée (1276 environ), alors que le trouvère était entré au service du comte Robert II d'Artois. Mais certains spécialistes contestent cette postériorité du Jeu de Robin et Marion, en lequel ils voient plutôt une préfiguration du chef-d'œuvre d'Adam de la Halle.
Écrit selon les canons d'une pastourelle, Le jeu de Robin et Marion étonne par l'idée originale et la réalisation d'une rare habileté : alternant les dialogues avec les chants et les danses, il se termine par tout un divertissement rustique, repas sur l'herbe, jeux, figures de ballet et farandole finale. C'est de fait le premier opéra-comique ou divertissement de cour où Molière et Lully, quatre siècles plus tard, devaient exceller. Cette qualification d'opéra comique n'est pas unanime, d'autres la contestent car les musiques n'ont pas été composées par Adam de la Halle lui-même, ni même composées pour l'œuvre. Il s'agit d'un recueil de chansons à la mode de l'époque et réemployées dans l'œuvre .

## Argument

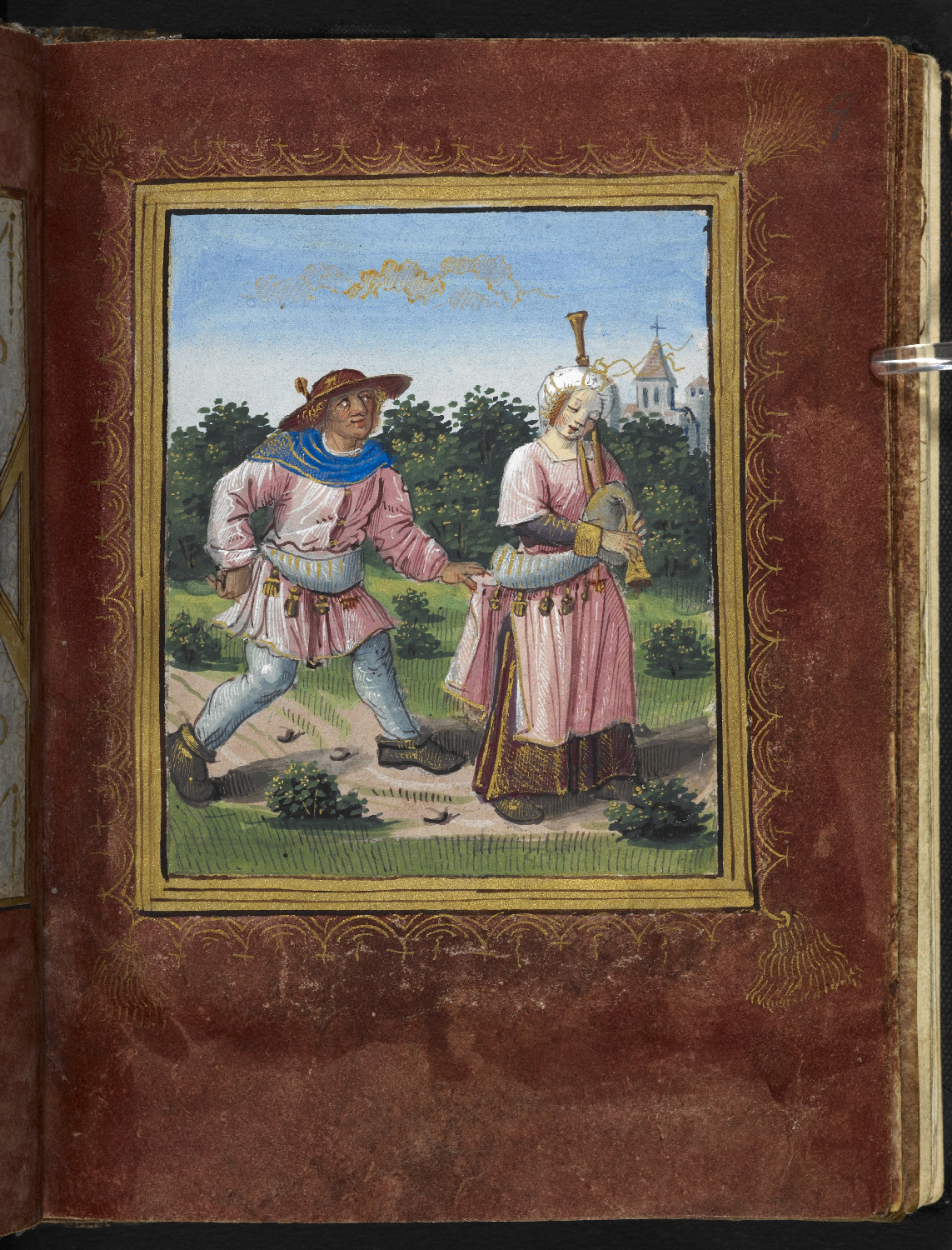
Robin et Marion jouant de la cornemuse, miniature du début du XVIe siècle parue dans le Petit Livre d'amour de Pierre Sala.

Un chevalier, Aubert, rencontre Marion, une jeune bergère, près d'une forêt. Il tente de la séduire. Mais celle-ci, amoureuse de Robin, un paysan de son village, repousse ses avances. Tandis que le chevalier s'éclipse, Robin arrive, et les deux jeunes gens déjeunent sur l'herbe au bord de  la forêt.
Robin part ensuite chercher leurs amis au village, en vue de donner une fête champêtre. Le chevalier revient tandis que Marion est restée seule. Il l'enlève, mais devant la détermination de la jeune femme à ne pas se laisser séduire, il la laisse repartir, non sans avoir auparavant rossé Robin, qui est revenu entretemps. 
Une fois le chevalier définitivement reparti, les campagnards s'amusent à différents jeux, un moment interrompus par la nouvelle qu'un loup a dérobé une des brebis de Marion. Robin ramène l'animal endolori, et les jeux reprennent.

## Éléments d'analyse
La trame de la pièce trouve sa source dans deux traditions poétiques médiévales :
- la pastourelle, qui met en scène une bergère appelée par convention Marion en butte aux assiduités d'un chevalier qui entreprend de la séduire et qui parvient à ses fins ou bien en la séduisant, ou bien en la violant [4].
- La bergerie, genre lyrique qui chante les fêtes de villages, envisagées comme des imitations comiques des fêtes courtoises [5].

Les chansons qui rythment la pièce ne sont pas, pour la plupart d'entre elles, de la plume d'Adam de la Halle, mais des chansons connues du public de l'époque que l'auteur a sélectionnées pour les faire coller à l'argument de sa pièce , reprenant une technique mise à la mode par Jean Renart dans le premier quart du XIIIe siècle, dans Le Roman de la Rose.